# Veslonosovití

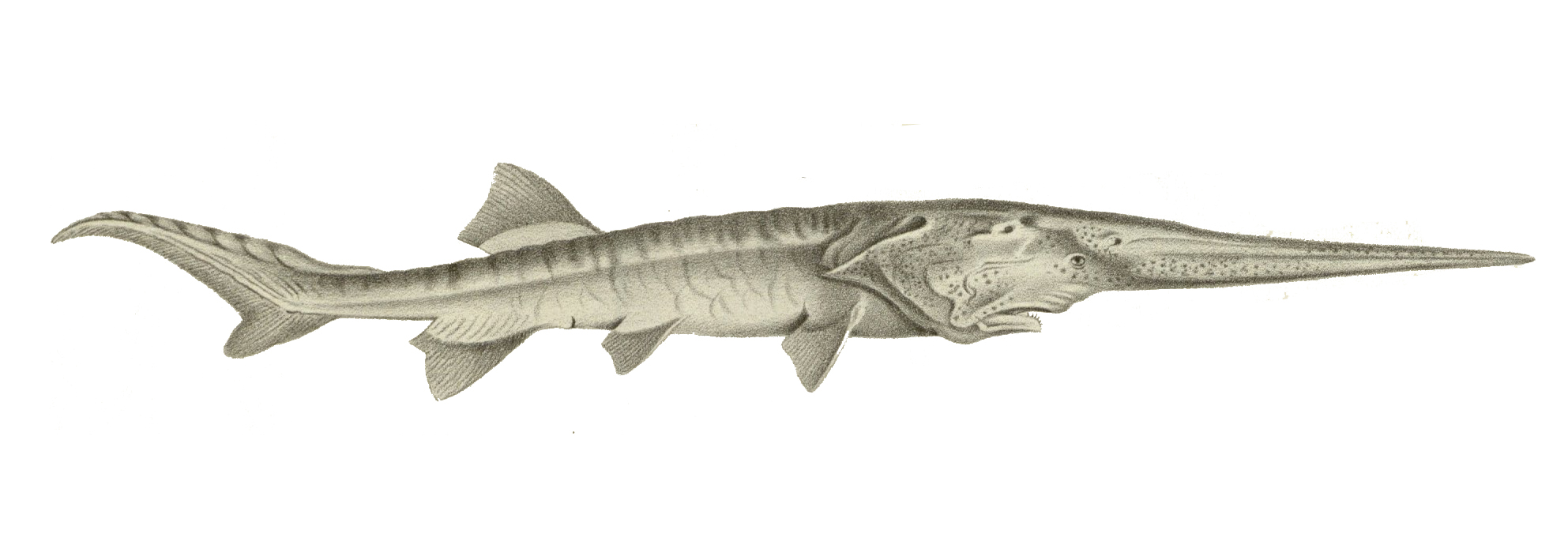
Veslonos čínský

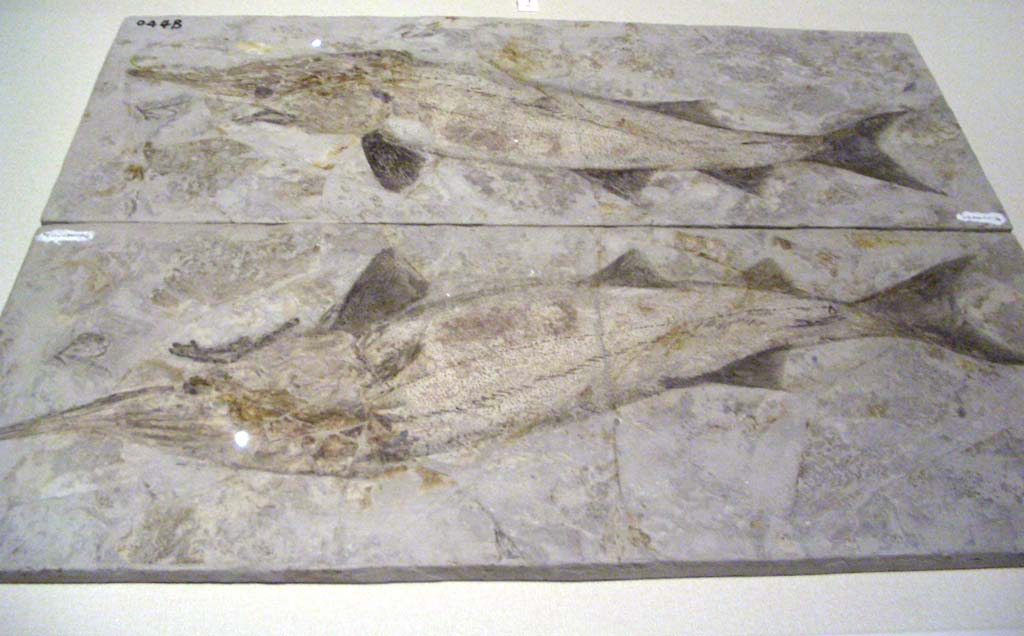
Fosilie Protopsephurus liui v Hongkongském muzeu vědy

Veslonosovití (Polyodontidae; z řec. poly = mnoho, odous = zub) jsou čeleď ryb z řádu jeseterů (Acipenseriformes), která zahrnuje pouze dva rody, každý s jedním druhem. Veslonos americký (Polyodon spathula) žije v povodí řeky Mississippi ve Spojených státech amerických, veslonos čínský (Psephurus gladius) se vyskytoval v řece Jang-c’-ťiang v Číně. První jmenovaný druh zůstává ohrožen rybolovem, znečišťováním vod a výstavbou přehrad, druhý jmenovaný je pak již považován za vyhubený.

## Popis
Veslonosovití dorůstají délky 2,2 až 3 metrů. Existují však nevěrohodné zprávy i o mnohem delších, až sedmimetrových kusech. Charakteristickým znakem veslonosovitých je mohutný protažený rypec, jenž tvoří až jednu třetinu celkové délky těla. Na rypci se nacházejí Lorenziniho ampule (elektroreceptory pro detekci kořisti a orientaci). Dospělí veslonosi jsou zcela lysí, až na horní stranu násadce ocasní ploutve a horní lalok ocasní ploutve, které pokrývají ganoidní šupiny. V tlamě vyrůstají drobné zuby, objevuje se spirakulum. Na skřelích je velký, špičatý a dozadu směřující výrůstek.
Jde o aktivní ryby žijící ve vodách velkých řek. Veslonos americký se živí téměř výhradně planktonem, zejména malými korýši – potravu filtruje pomocí dlouhých žaberních tyčinek. Pohlavně dospělí jedinci veslonosa čínského se však krmili rybami. Protažený rypec slouží k prohledávání říčního dna. Tření probíhá ve skupinách v rychle tekoucích vodách nad kamenitým dnem, oplodněná vajíčka se vyvíjejí přichycená k substrátu.

## Vyhynulí zástupci
Poslední společný předek veslonosovitých a jejich sesterského taxonu, jeseterovitých (Acipenseridae), žil před více než 180 miliony lety ve spodní juře. Kvůli této extrémně dlouhé době divergence se oba dva recentní druhy veslonosů (které se od sebe oddělily před asi 68 miliony lety ve svrchní křídě) označují jako „živoucí fosilie“.
Kromě dvou recentních druhů je známo několik vyhynulých veslonosů. Za bazální linii je pokládán rod Protopsephurus ze spodní křídy Číny, následovaný rodem Paleopsephurus ze spodní až svrchní křídy Montany. Mezi další vyhynulé veslonosy patří Polyodon tuberculata ze spodního paleocénu Montany a rod Crossopholis ze spodního eocénu Wyomingu. Všichni tito vyhynulí veslonosovití žili, podobně jako jejich recentní příbuzní, ve sladké vodě.